# Reagan Democrat
Reagan Democrat (ou Blue Collar Democrat) est un terme politique américain utilisé par les analystes politiques traditionnellement pour désigner les électeurs démocrates, en particulier blancs du Nord de la classe ouvrière, qui ont fait défection de leur parti pour soutenir le président républicain Ronald Reagan lors des élections de 1980 et 1984. Il est également utilisé pour désigner le plus petit mais toujours grand nombre de démocrates qui ont voté pour George H. W. Bush à l'élection de 1988. Le terme peut également être utilisé pour décrire les démocrates modérés qui sont plus conservateurs que libéraux sur certaines questions comme la sécurité nationale et de l'immigration.

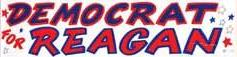
Décorations autocollantes de 1984.

Dans les années 1980, les partis politiques américains étaient moins homogènes politiquement qu'au XXIe siècle, permettant à des électeurs assez conservateurs sur les questions de société ou de défense de s'identifier comme démocrates et de voter pour Reagan. Ces électeurs ont ainsi retrouvé le Parti démocrate en 1992 sous Bill Clinton puis ont progressivement rejoint le Parti républicain.
Certains observateurs ont justifié la victoire surprenante de Donald Trump dans l'Iowa, le Wisconsin, le Michigan, l'Ohio et la Pennsylvanie lors de l'élection présidentielle américaine de 2016 grâce à la mobilisation de l'électorat ouvrier et rural blanc dans ces États. Le discours du candidat républicain, axé sur la lutte contre l'immigration clandestine et les traités de libre-échange, aurait ainsi attiré les héritiers des Reagan Democrats vers le camp conservateur, comme Reagan avant lui.[réf. nécessaire] Pour d'autres observateurs, cette victoire est davantage due à la faible mobilisation des électeurs démocrates en faveur d'Hillary Clinton, qui ont souvent choisi de s'abstenir ou de voter pour un petit candidat plutôt que de soutenir Trump,.